# Fekete Gergő
Fekete Gergő (Debrecen, 2000. június 24. ― ) világbajnok magyar válogatott vízilabdázó, a Ferencvárosi TC játékosa.

## Sportpályafutása
Szülővárosa csapatában kezdett vízilabdázni, majd 2020-ban a Ferencvároshoz igazolt. Az U18-as válogatott tagjaként két alkalommal világbajnoki bronzérmet (2016,2018), valamint egyszer Európa-bajnoki bronzérmet (2017) szerzett. 2022 januárjában debütált a magyar nemzeti együttesben, egy Montenegró ellen Győrött játszott világliga-mérkőzésen. Ugyanebben az évben ezüstérmet szerzett a spliti Európa-bajnokságon. 2023 nyarán a nemzeti csapat tagjaként világbajnokságot nyert Fukuokában.

## Eredményei

### Klubcsapat

#### Ferencváros
- Magyar Bajnokság
  - Bajnok: 2022, 2023, 2024, 2025
  - Bronzérmes: 2021
- Magyar Kupa
  - Győztes: 2020, 2021, 2022, 2023, 2024
- Bajnokok Ligája
  - Aranyérmes: 2024, 2025
  - Ezüstérmes: 2021
  - Bronzérmes: 2022
- LEN-szuperkupa
  - győztes: 2024[2]

### Válogatott
- Világbajnokság
  - Világbajnok: 2023
  - Ezüstérmes: 2025
- Európa-bajnokság
  - Ezüstérmes: 2022

## Díjai, elismerései
- Szalay Iván-díj (2016)